# Filialkirche St. Georgen (Rennweg am Katschberg)

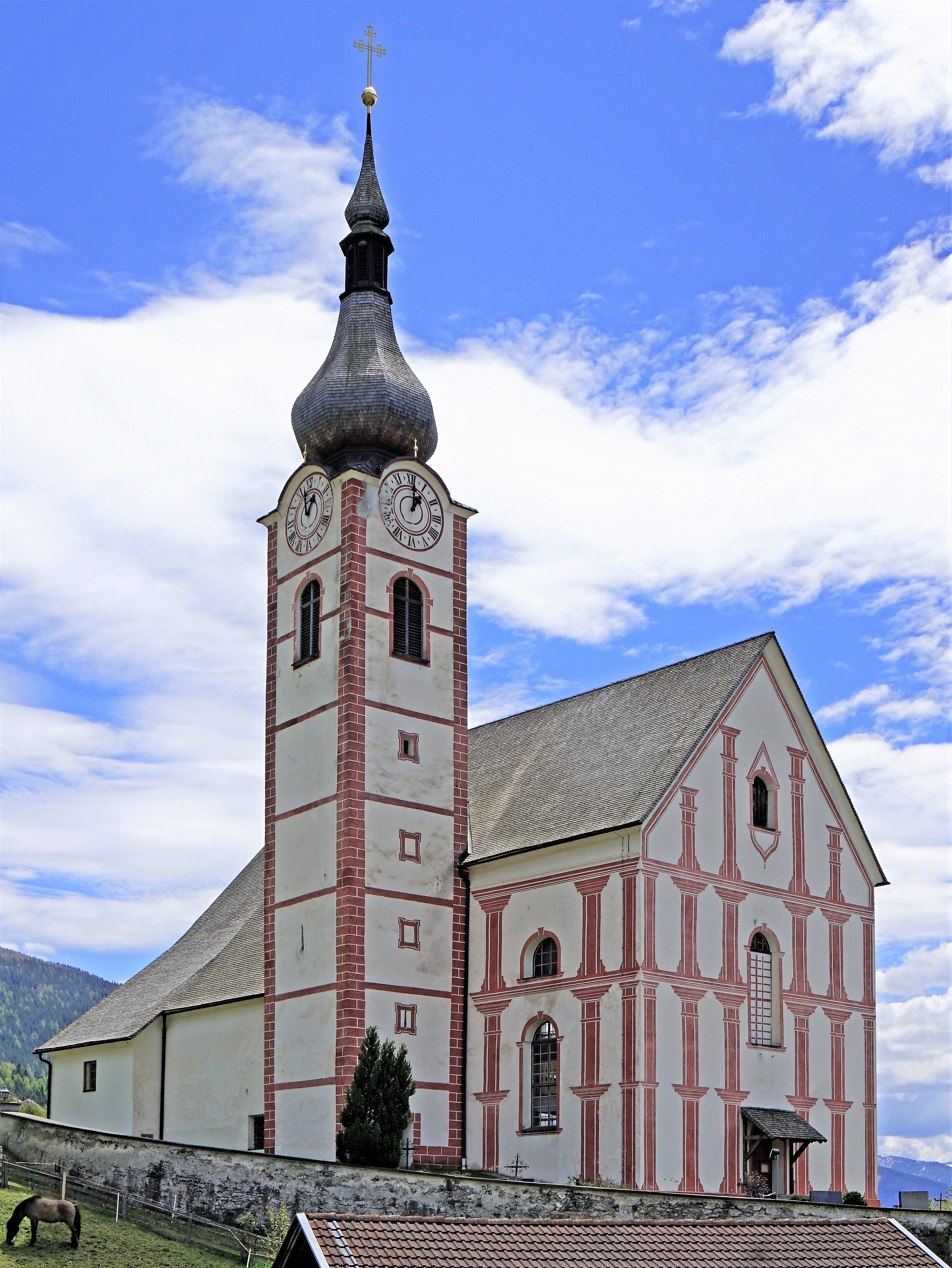
Nordwestansicht

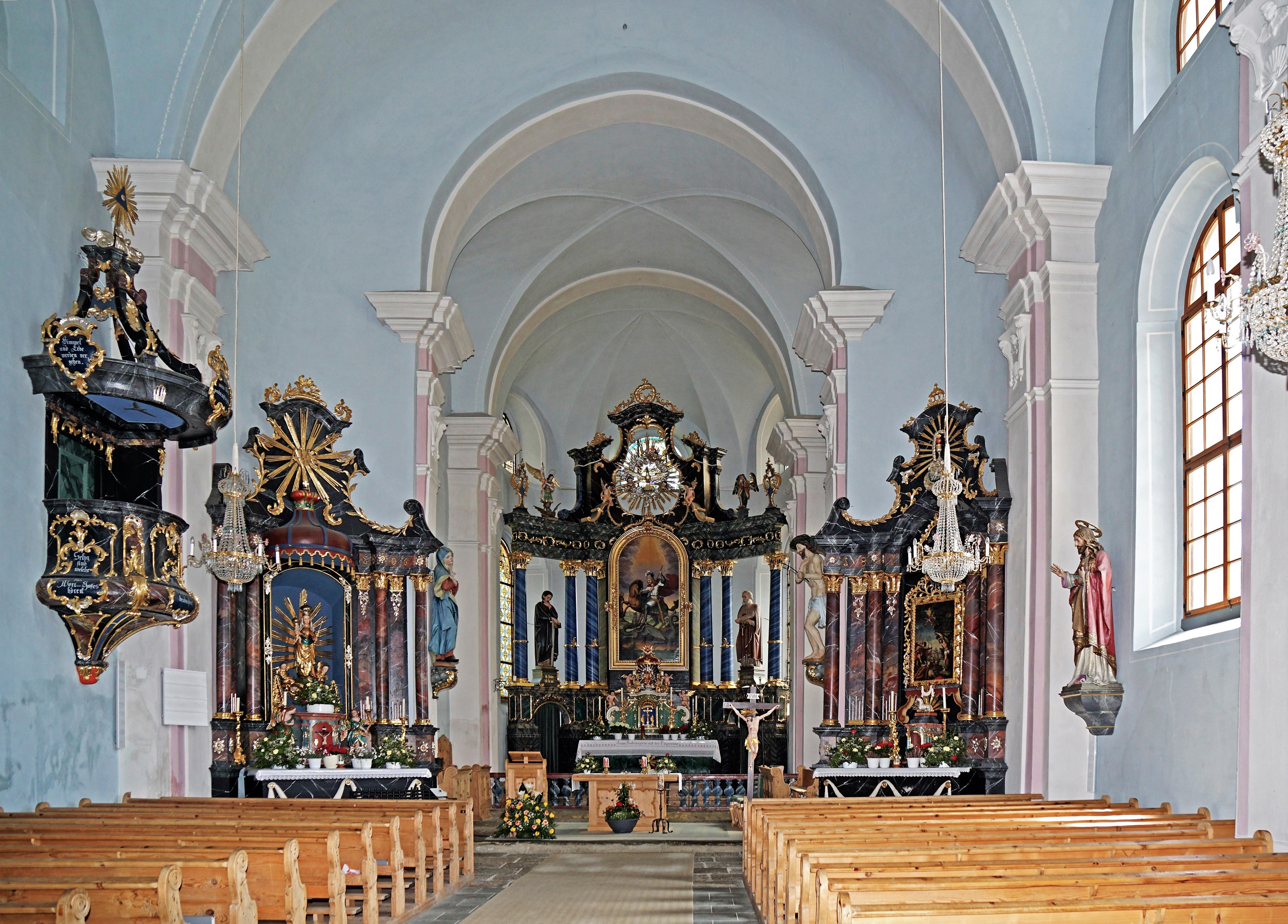
Innenansicht

Die römisch-katholische Kirche St. Georgen in der Ortschaft Sankt Georgen der Gemeinde Rennweg am Katschberg ist eine Filialkirche der Pfarre St. Peter im Katschtal. Sie ist dem hl. Georg geweiht.

## Geschichte
Die Kirche wird 1351 als Filialkirche von St. Peter im Katschtal erstmals erwähnt. 1513 erfolgte ein Umbau, von 1780 bis 1782 ein Neubau. Nach der Zerstörung des Turmes bei einem Brand 1860 wurde der Wiederaufbau 1892 vollendet.

## Bauwerk
Die große spätbarocke Saalkirche wurde von 1780 bis 1782 an Stelle eines abgetragenen Vorgängerbaus errichtet. Das Langhaus ist dreijochig, der Chor zweijochig.
Der Turm an der Nordseite des Langhauses ist im unteren Teil noch gotisch.
Die Westempore ist zweigeschoßig: die untere Sängerempore mit geschlossener Brüstung, darüber die Orgelempore. Die Fenster im Chor zeigen Glasmalerei.

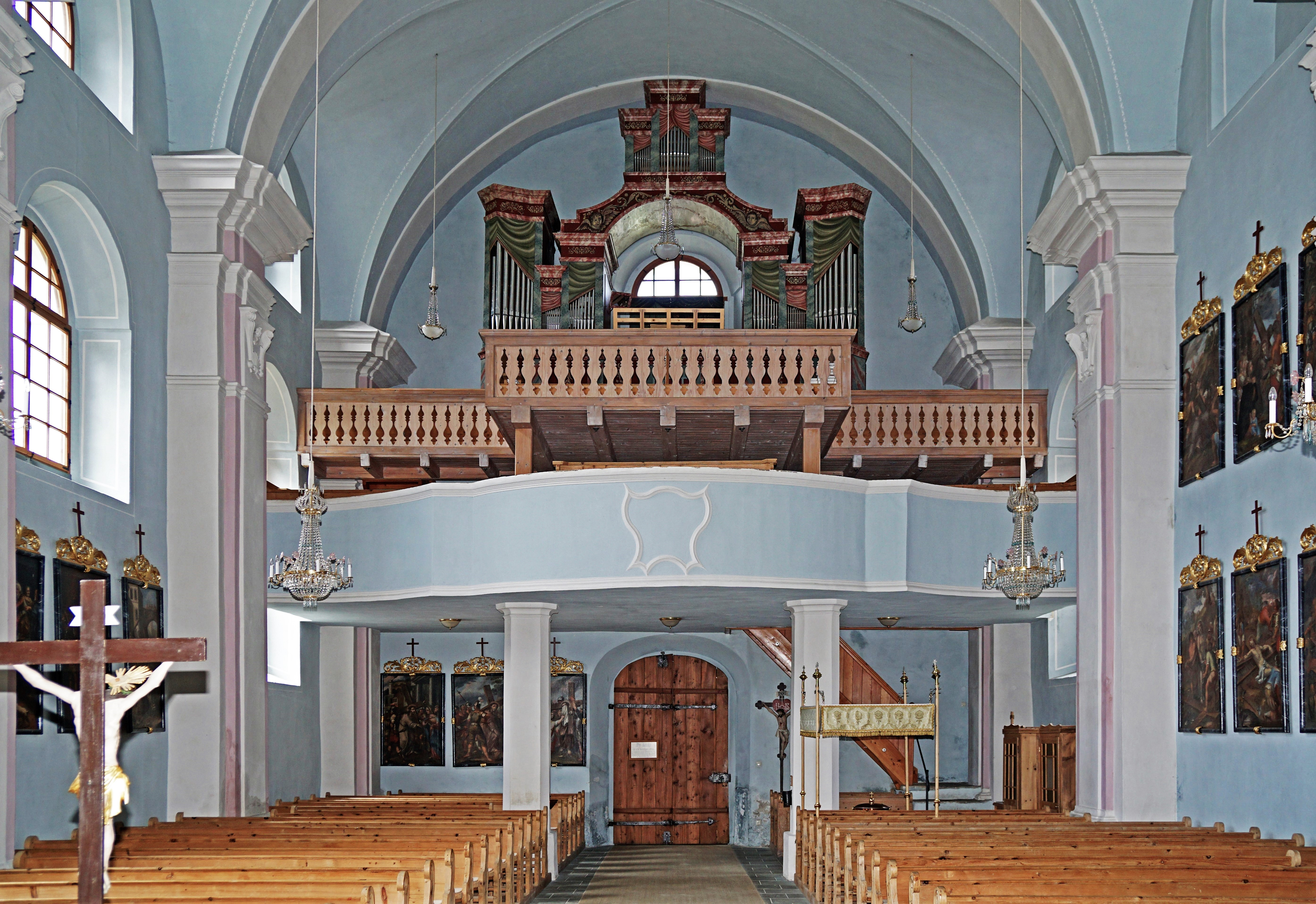
Blick zur Westempore
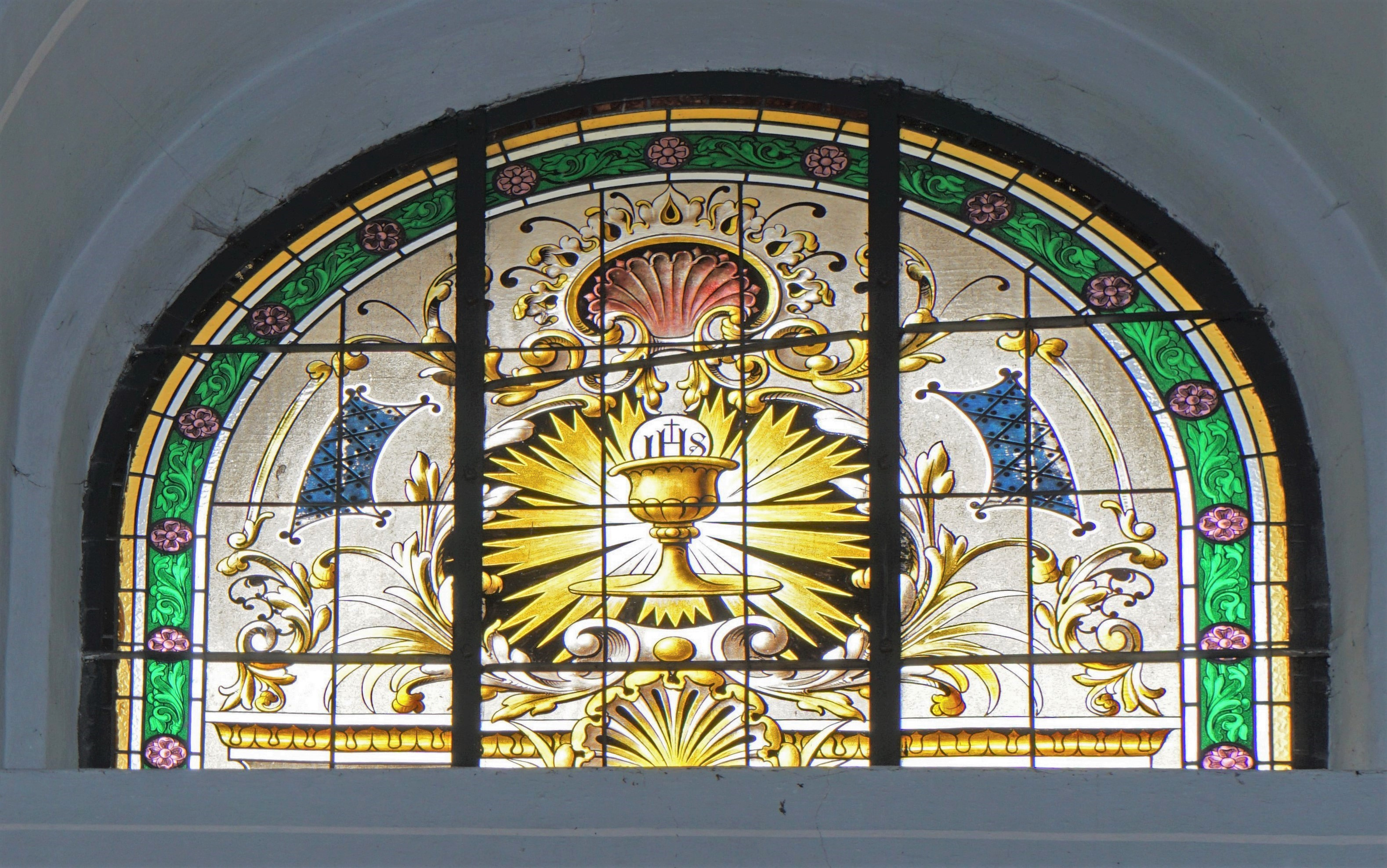
Farbfenster

## Ausstattung

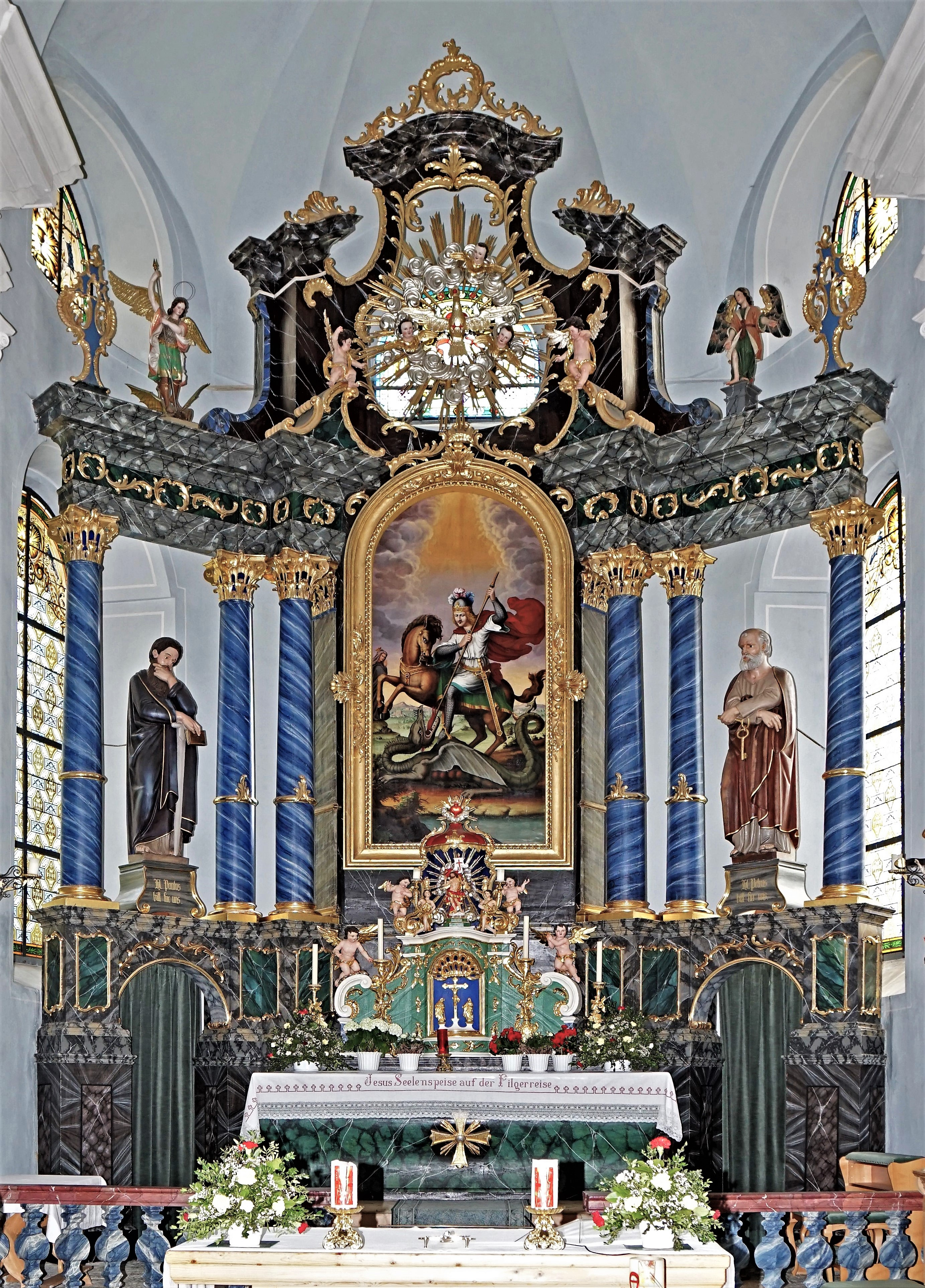
Der Hochaltar

Der Hochaltar ist ein spätbarocker, sechssäuliger Ädikula-Altar mit Opfergangsportalen und Aufsatz. Das Altarbild zeigt den hl. Georg als Drachentöter, gemalt 1881 von Josef Messner. Assistenzfiguren sind die Apostel Paulus links und Petrus rechts, beide von 1883. Im Aufsatz ist der Heilige Geist als Taube umgeben von Engeln figürlich dargestellt.
Im Schrein des klassizistischen linken Seitenaltars (bezeichnet 1806) steht eine spätgotische Marienstatue, Maria Königin mit Kind. Der klassizistische rechte Seitenaltar von 1838 hat ein barock gerahmtes Altarbild aus dem 17. Jahrhundert. Es zeigt den hl. Sebastian.
Die Rokokokanzel stammt aus der 2. Hälfte des 18. Jahrhunderts. Zur weiteren Einrichtung gehören die Konsolstatuen des Schmerzensmannes, der Schmerzensmutter und eine Herz-Jesu-Statue aus dem 18. Jahrhundert. Die Gemälde der Kreuzweges (um 1800) wurden 1917 von St. Peter hierher übertragen. Die Orgel aus 1813 mit 8 Registern stammt von Franz und Anton Frisch.

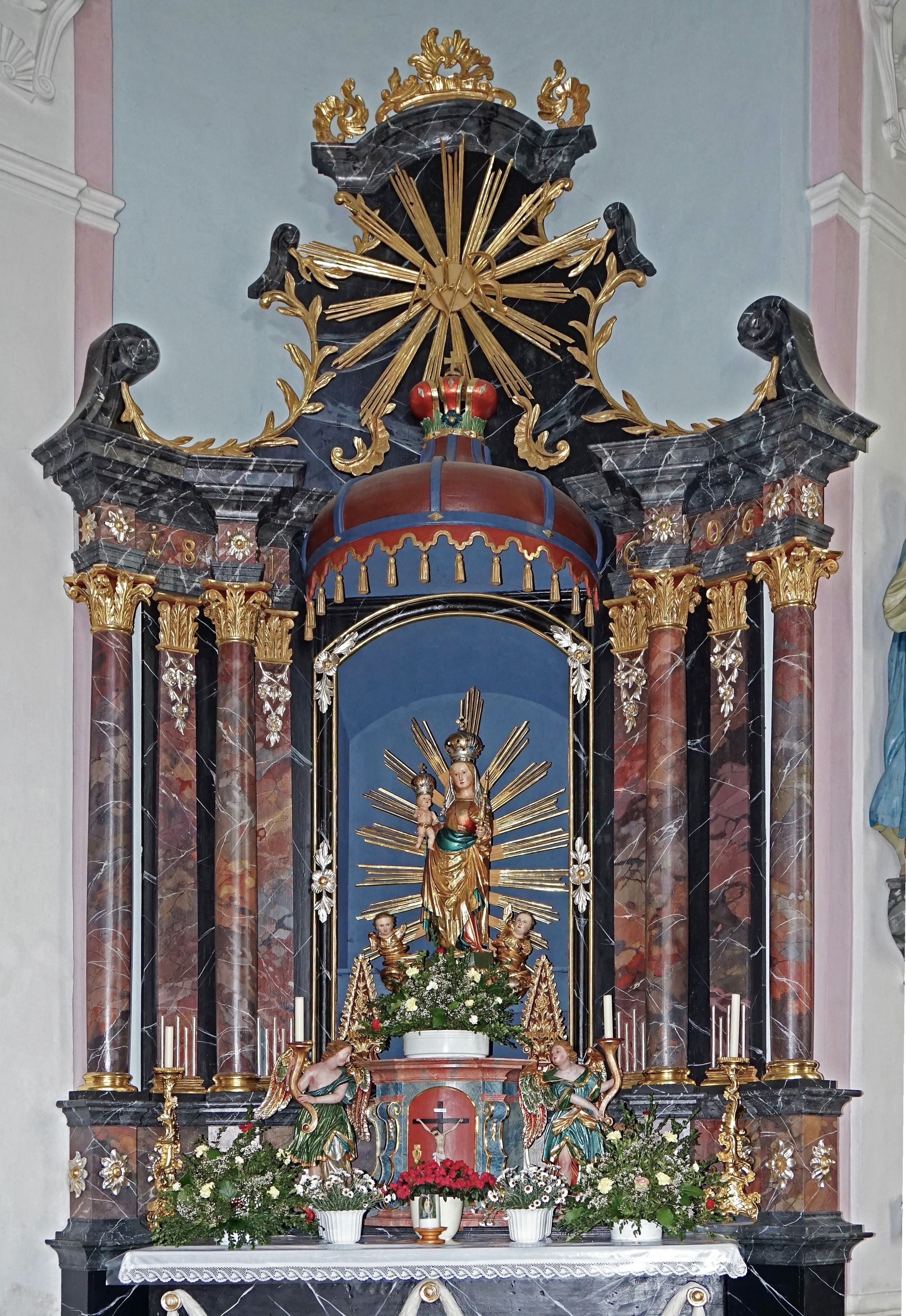
Linker Seitenaltar
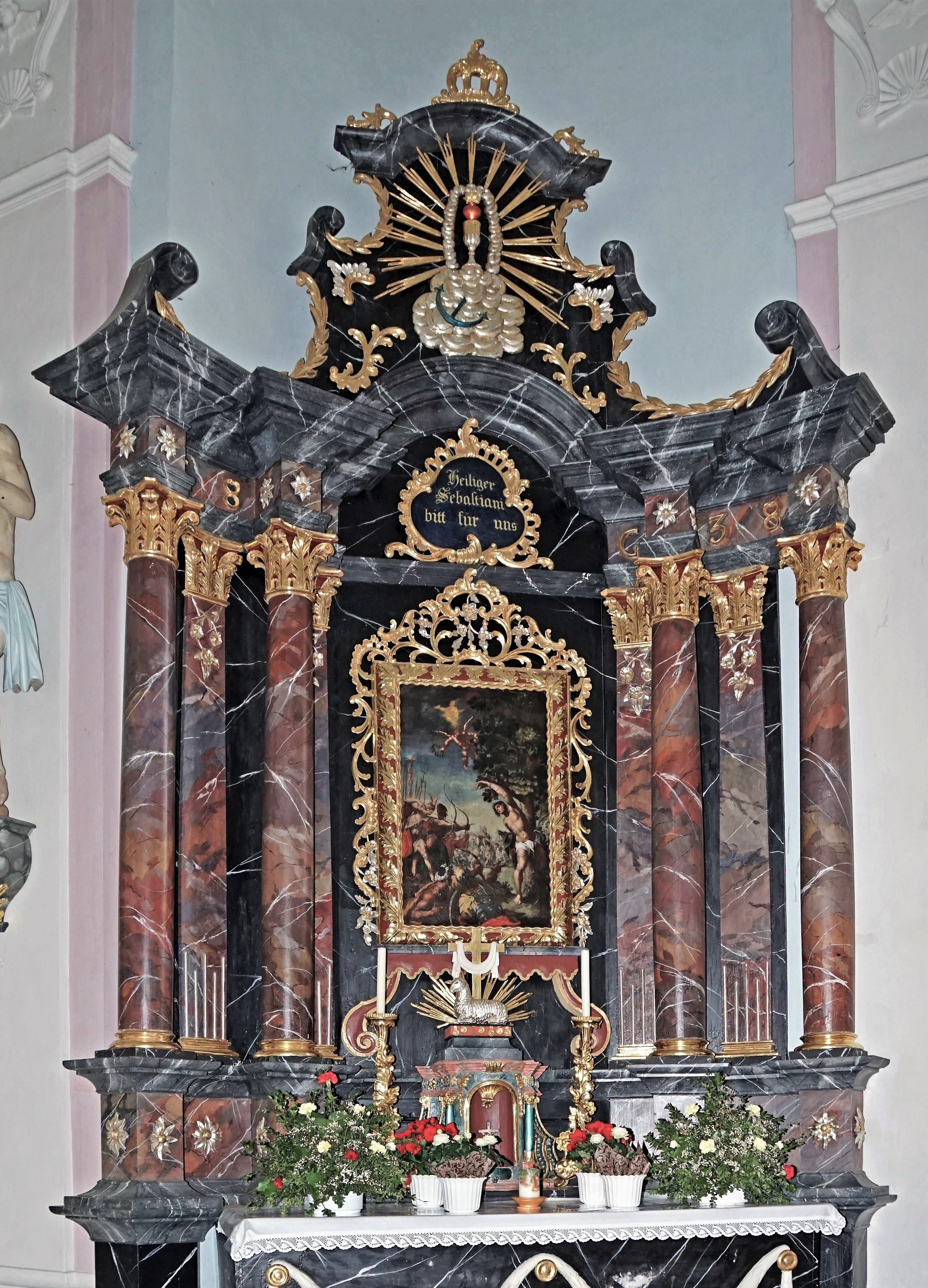
Rechter Seitenaltar
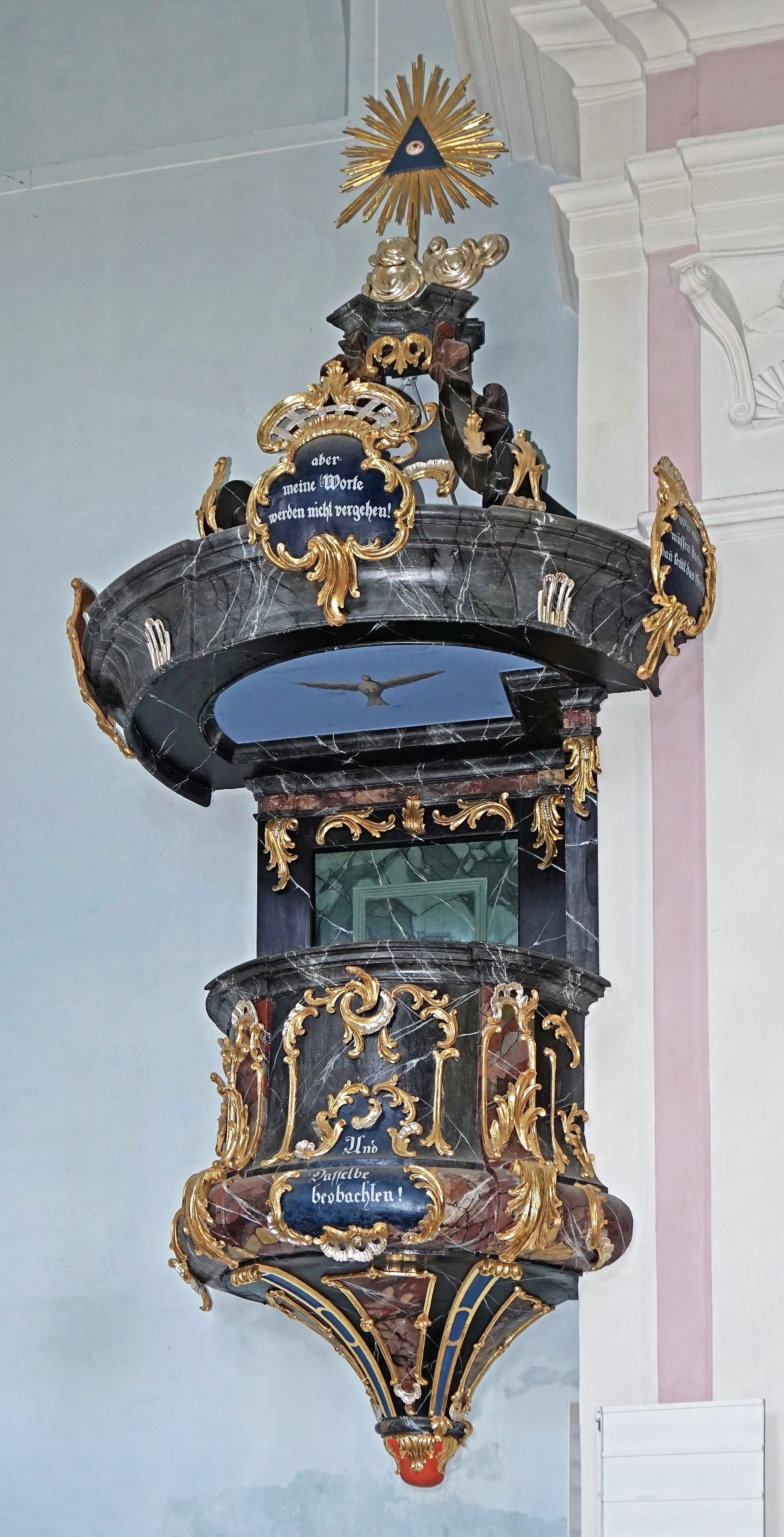
Die Kanzel
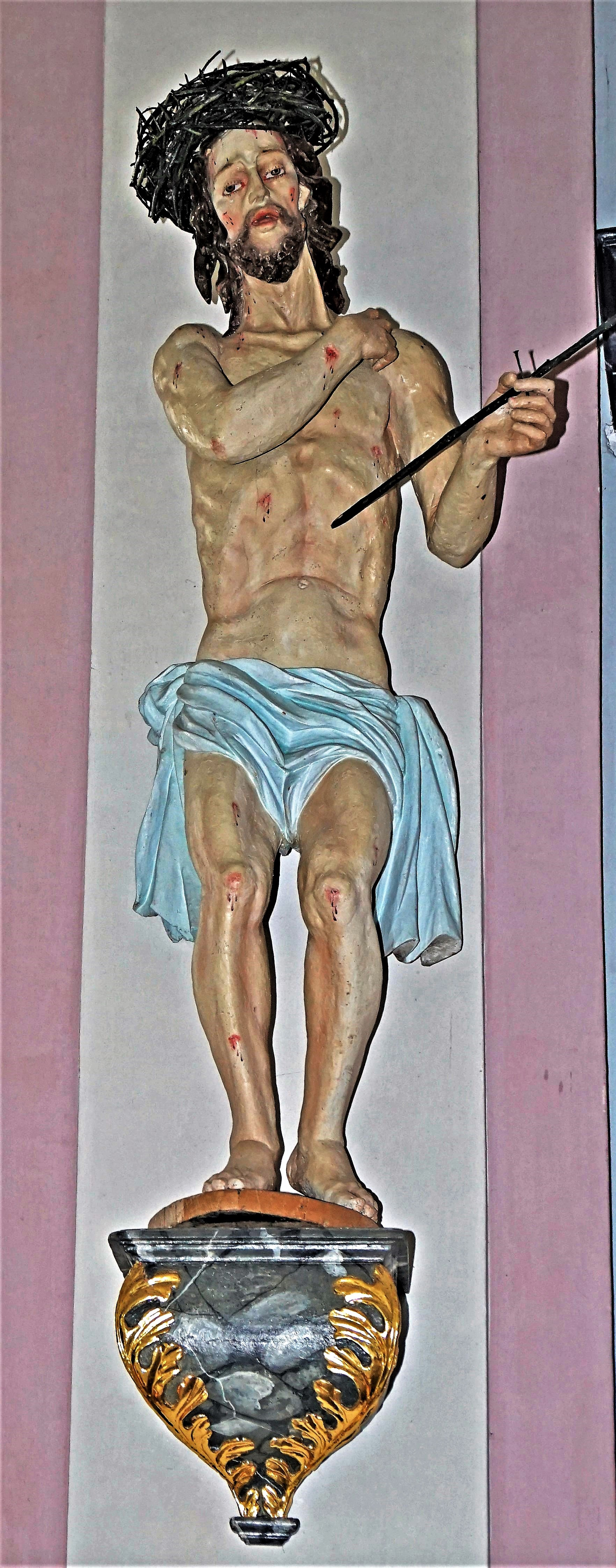
Konsolstatue Schmerzensmann
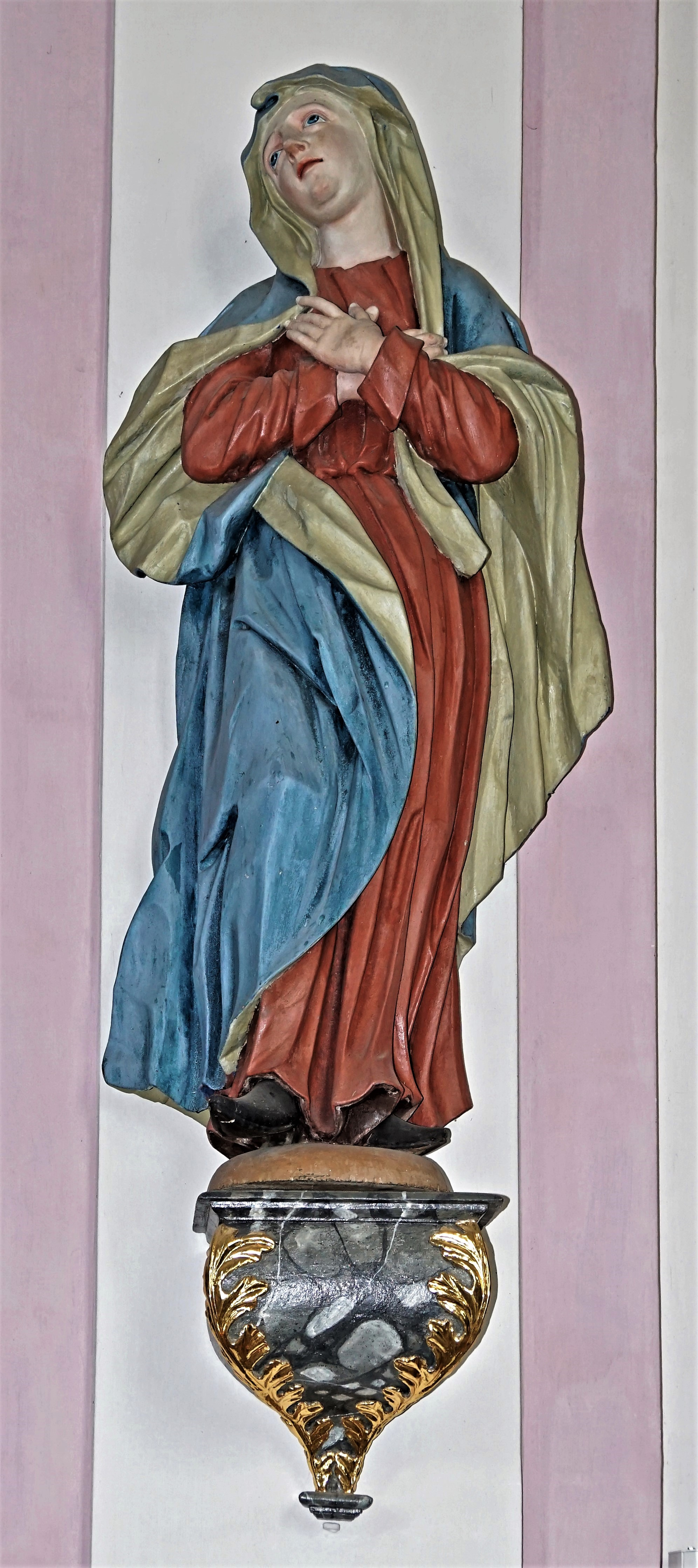
Schmerzensmutter
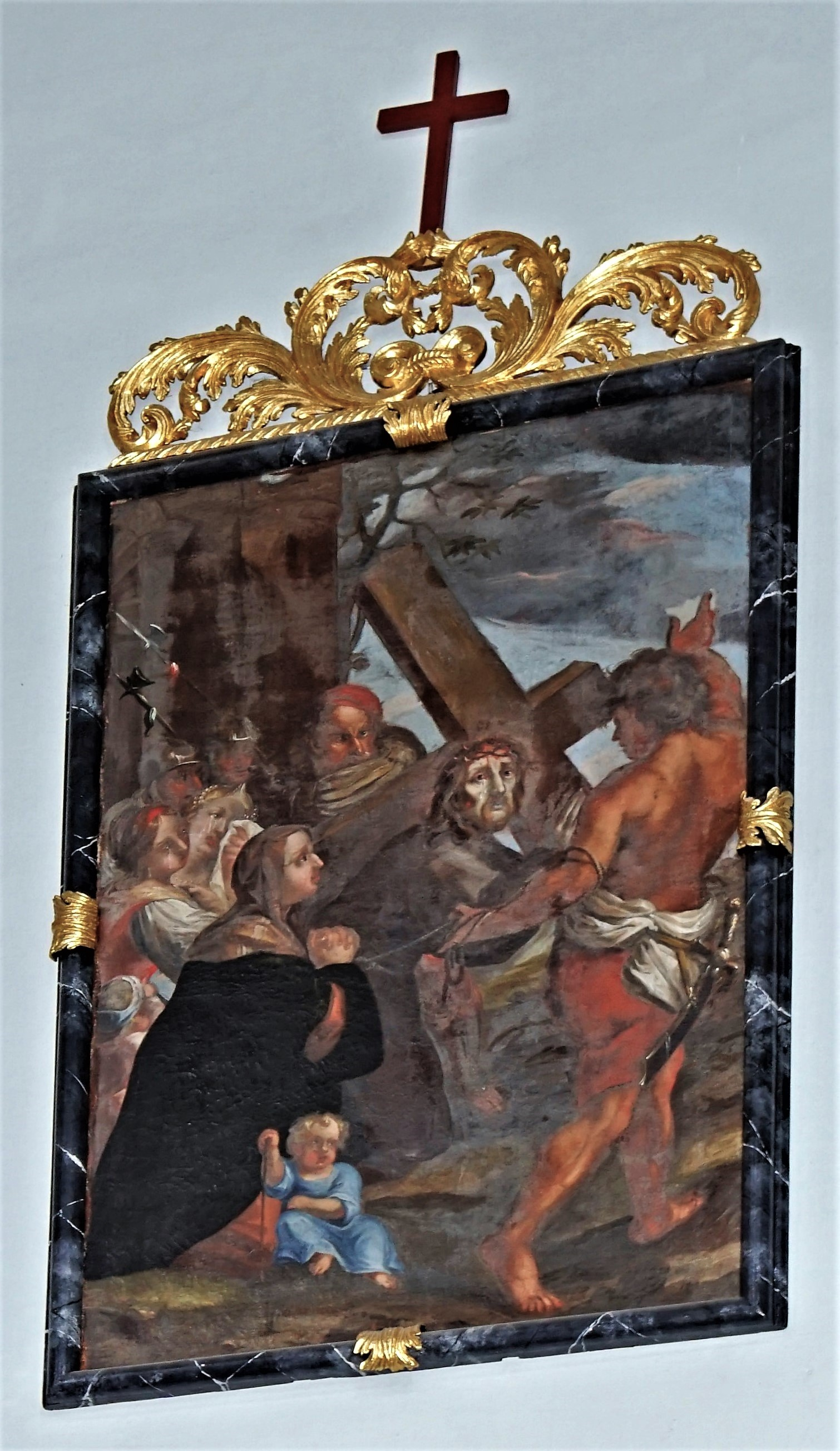
8. Kreuzwegstation, Begegnung mit den weinenden Frauen